# Кайсеріспор
«Кайсеріспор» (тур. Kayserispor Kulübü) — турецький футбольний клуб з міста Кайсері. Клуб належить абазино-черкеській діаспорі цього міста. 
Виступає у вищому дивізіоні — Турецькій Суперлізі. Матчі проводить на стадіоні «Кадір Хас».

## Історія
Клуб засновано 1 липня 1966 року після об'єднання кількох місцевих команд (Ерджієсспор, Санаїспор і Ортаанадолуспор). Клубними кольорами обрано червоний і жовтий. На емблемі представлена гора Ерджіяс. 
У 1973 році клуб виходить до Першої ліги чемпіонату Туреччини, але протягом наступних сезонів балансує між різними дивізіонами. З 2005 року доволі успішно виступає у Турецькій Суперлізі.

## Досягнення
- Чемпіонат Туреччини: 5-е місце (2005/06, 2006/07, 2007/08, 2012/13)
- Кубок Туреччини з футболу: володар кубка (2007/08)

## Виступи в єврокубках
| Сезон     | Турнір          | Раунд         | Клуб                      | Вдома | Виїзд | Рахунок |
| --------- | --------------- | ------------- | ------------------------- | ----- | ----- | ------- |
| 2006      | Кубок Інтертото | 2Р            | Шопрон                    | 1–0   | 3–3   | 4–3     |
| 2006      | Кубок Інтертото | 3Р Переможець | Лариса                    | 2–0   | 0–0   | 2–0     |
| 2006—2007 | Кубок УЄФА      | 2КР           | СК Тирана                 | 3–1   | 2–0   | 5–1     |
| 2006—2007 | Кубок УЄФА      | 1Р            | АЗ Алкмар                 | 1–1   | 2–3   | 3–4     |
| 2008—2009 | Кубок УЄФА      | 1Р            | «Парі Сен-Жермен» (Париж) | 1–2   | 0–0   | 1–2     |

## Відомі гравці
- Джуліус Агахова
- Саломон Олембе
- Марсело Салаєта